# Kasna lojdija
Kasna lojdija (lat. Gagea serotina; sin. Lloydia serotina), lukovičasta trajnica rasprostranjena po velikim dijelovima Euroazije (uključujući i Hrvatsku) i Sjeverne Amerike. Vrsta je nekada uključivana u danas nepriznati rod lojdija (sinonim za Gagea), odakle joj i ime, a danas se uključuje u baloče.
- G. serotina, Hochgolling, Austrija
- G. serotina, Lloydia serotina, planina Hayachine, prefektura Iwate, Japan
- G. serotina

## Sinonimi
- Anthericum serotinum (L.) L.
- Ornithogalum altaicum Laxm.
- Ornithogalum bracteatum Torr.
- Ornithogalum serotinum (L.) Rchb.
- Ornithogalum striatum Willd.
- Phalangium serotinum (L.) Poir.
- Bulbocodium alpinum Mill.
- Bulbocodium autumnale L.
- Bulbocodium serotinum L.
- Cronyxium serotinum (L.) Raf.
- Gagea bracteata Schult. & Schult.f.
- Gagea striata (Willd.) Sweet
- Lloydia alpina (Mill.) Salisb.
- Lloydia serotina (L.) Rchb.
- Lloydia serotina subsp. flava Calder & Roy L.Taylor
- Lloydia serotina var. flava (Calder & Roy L.Taylor) B.Boivin
- Lloydia serotina f. parva C.Marquand & Airy Shaw
- Lloydia serotina var. parva (C.Marquand & Airy Shaw) H.Hara
- Lloydia striata (Willd.) Sweet
- Nectarobothrium redowskianum Cham.
- Nectarobothrium striatum (Willd.) Ledeb.
- Rhabdocrinum serotinum (L.) Rchb.